# 1919 en Finlande
Chronologie de la Finlande
- 1915
- 1916
- 1917
- 1918
- 1919
- 1920
- 1921
- 1922
- 1923

Cette page concerne les évènements survenus en 1919 en Finlande  :

## Évènement
- 1er-3 mars : Élection parlementaire (en)
- 21 avril-18 septembre : Expédition d'Aunus (en), tentative d'occupation de la Carélie orientale.
- juin : Référendum sur le statut de la province d'Åland (en), référendum non officiel sur l'intégration à la Suède.
- juillet : Première élection présidentielle (en).

## Création
- Ålandsbanken
- Elo Kuopio (en), club sportif.
- Bande de la marine finlandaise (en),
- Fédération sportive des travailleurs finlandais (en)

## Dissolution
- Gouvernement Ingman I
- Gouvernement Kaarlo Castrén

## Naissance
- Margit Ekman, photographe.
- Veikko Hyytiäinen (fi), personnalité politique.
- Toivo Lauren (sv), sauteur à ski.
- Reino Leppänen (fi), écrivain.
- Knud Möller (fi), journaliste.
- Björn Pettersson (fi), linguiste.
- Jüri Poska (et), avocat.

## Décès
- Erik Grotenfelt (fi), poète.
- Theodolinda Hahnsson (fi), écrivaine.
- Elia Heikel, architecte.
- Viktor Alfred Pettersson (fi), journaliste.
- Jully Ramsay (fi), historienne, écrivaine et généalogiste.
- Hugo Schulman (fi), militaire.
- Edvard von Boehm (fi), personnalité politique.